# ハーン
ハーン（汗、可汗、合罕、干、qaġan/qaγan、khaan）は、北アジア、中央アジア、西アジア、南アジアにおいて、主に東北に住む騎馬民族の君主や有力者が名乗る称号。古い時代の遊牧民の君主が名乗った称号カガン（古テュルク語:  - qaġan/qaγan）はその古形である。

## カン（ハン）とカアン（ハーン）
12世紀のモンゴル高原では、「カン(Qan)」はモンゴル、ケレイト、ナイマンなど部族の長が名乗る称号（君主号）であり、モンゴル帝国を築いたチンギス・ハーンも、彼の在世当時はチンギス・カン(Čingγis Qan/Činggiz Qan)と称していた。しかし、チンギス・カンを継いでモンゴル帝国第2代君主となったオゴデイは、モンゴル帝国の最高君主が他のカンたちとは格の異なった存在であることを示すために、古の「カガン」を復活させた「カアン(qa'an, qaγan)」という称号を採用し、のちにモンゴル帝国の最高君主が建てた元王朝も「カアン」の称号を受け継いだ。帝国西部に位置するテュルク系国家や西遼などの旧領では、最高指導者を「カーン(khaqan、qa'an)」と呼ぶ慣習があったため、貨幣発行などの事例により、1220年代頃から「カン」と「カーン」の使い分けが次第にみられ、帝国東部でも1254年と1257年に印された『少林寺蒙漢合璧聖旨碑』のウイグル文字モンゴル語文/漢文が、それぞれ「カン／罕」から「カーン／合罕」へ切り替わっている事から、正式に大モンゴル国の最高指導者の呼称を「カアン」と定めたのは1250年代と考えられている。
これに対して、モンゴル帝国西部のチャガタイ・ウルス（チャガタイ汗国）、ジョチ・ウルス（キプチャク汗国）、フレグ・ウルス（イルハン朝）系の地方の諸王には「カン（ハン）」号が使用された。やがてこうしたモンゴル帝国の諸王国（汗国）の「カン（ハン）」号がペルシア語では「ハーン خان khān」（ペルシア語では長母音となる）と表記・発音されたため、アラビア文字使用圏では「ハーン(khān)」と「ハン(χan)」という2通りの表記が生まれ、現代の書籍においてもモンゴル帝国中央の「ハーン」と他地方の「ハン／ハーン」の混同がみられることがある。
なお、ペルシア語では、モンゴル帝国皇帝の称号である「カアン」を、「カーアーン( قاآن qā'ān)」あるいは「カーン( قآن qān/qa'ān)」と表記しており、モンゴル語の「カン(qan)」に由来する「ハーン( خان khān)」の表記とははっきり区別されていた。ティムール朝の史料では例外として「ハーカーン」という名称をチャガタイ・ウルスなどのチンギス家の君主たち、あるいはティムール朝の君主の雅称として形容的に使われるが、オゴデイ以下のモンゴル皇帝たるカアンに対しては、もちろん「カーアーン」という語を使用している。例外を除き、ジョチ・ウルス系の君主を始め、西方のテュルク語・ペルシア語圏の君主に対しては「カーアーン」は使われていない。

## チンギス統原理とハーン
モンゴル高原では、元朝崩壊後もチンギス・ハーンの子孫でない者がハーン（カアン）の位に就くことはタブー視され、チンギス・ハーンの子孫ではない遊牧君主はたとえ実力でモンゴルを制覇したとしてもハーンとはなれない慣行が生まれた。
15世紀に、これを無視してハーンに即位したオイラトのエセンは、モンゴル高原をほぼ統一するほどの勢威を誇ったにもかかわらず、ハーン即位後すぐに内紛によって殺されてしまった。
チャガタイ・ハン国分裂後の中央アジア、ジョチ・ウルス分裂後のキプチャク草原でも同様の現象が起こったが、一方でモンゴル帝国の支配からは、やや離れたアナトリア半島では、早くからチンギス家の血を引かないオスマン家がハンの称号を帯びた例があり、イランやインドでは地方総督や小部族の首長などがハーンを名乗る慣行がモンゴル帝国の解体後再開している。さらに時代が下るとチンギス統原理も揺らぎ始め、ダライ・ラマの権威によりチンギス・ハーンの血を引かないジュンガルやマンギトなどの部族長がハーンを名乗った。
東アジアでは、17世紀初頭に女真出身のヌルハチが満洲（女真）のハンに即位して後金を建てていたが、後金はヌルハチの子ホンタイジの代でモンゴルのチンギス裔のハーンを服属させ、満洲だけではなくモンゴルに対してもハーンとして君臨することとなった。こうしてモンゴルのハーンとなった満洲のハンは、自らを元のハーン政権の後継王朝と位置付け、国号を清と改める。清の支配下では、ハーンは清朝皇帝の臣下である遊牧民の王侯が称する称号、爵位の一種としても使われた。